# Sica
La sica est une arme blanche s'apparentant à un sabre recourbé, dont l'origine et l'usage sont généralement liés aux peuples Thraces durant l'Antiquité romaine. 
Elle devient l'arme qui équipe les gladiateurs appelés « thraces » mais aussi, dans l'évolution du vocabulaire latin, le poignard qui caractérise les comploteurs politiques, les assassins et autres tueurs à gages.  

## Description
Dans l'Antiquité romaine, le terme sica désigne généralement une arme recourbée s'apparentant à un sabre ou une longue dague dont le tranchant, à la manière d'une faucille, est sur la face interne de la lame et dont la pointe est acérée.       

### Thraces
Son origine et son usage sont généralement liés aux peuples Thraces — plus particulièrement les Daces — où elle équipe les cavaliers à partir de la fin de la période hellénistique. Valère Maxime rapporte par exemple que c'est d'un coup mortel de sica porté par un mercenaire Thrace qu'est frappé le consul Publius Licinius Crassus Dives Mucianus en 130 av. J-C. dans le conflit qui oppose Rome et la succession attalide.      
Dans ces régions, leur taille moyenne varie de 25 à 35 cm, pouvant toutefois être plus petites ou plus grandes et, bien qu'elles connaissent une relative unité morphologiques à partir de la fin du IIIe siècle av. J.-C., tant la forme du manche que la courbure et l'épaisseur de la lame peuvent varier. Il semble que dans ces régions, son usage ait disparu après la conquête romaine de 106, évènement au cours duquel le roi dace Décébale, vaincu par Trajan, se suicide avec une sica.     
Au tournant du IIIe siècle, Clément d'Alexandrie attribue toujours aux Thraces l'invention d'une grande dague incurvée, mais il la nomme harpē.

### Romains

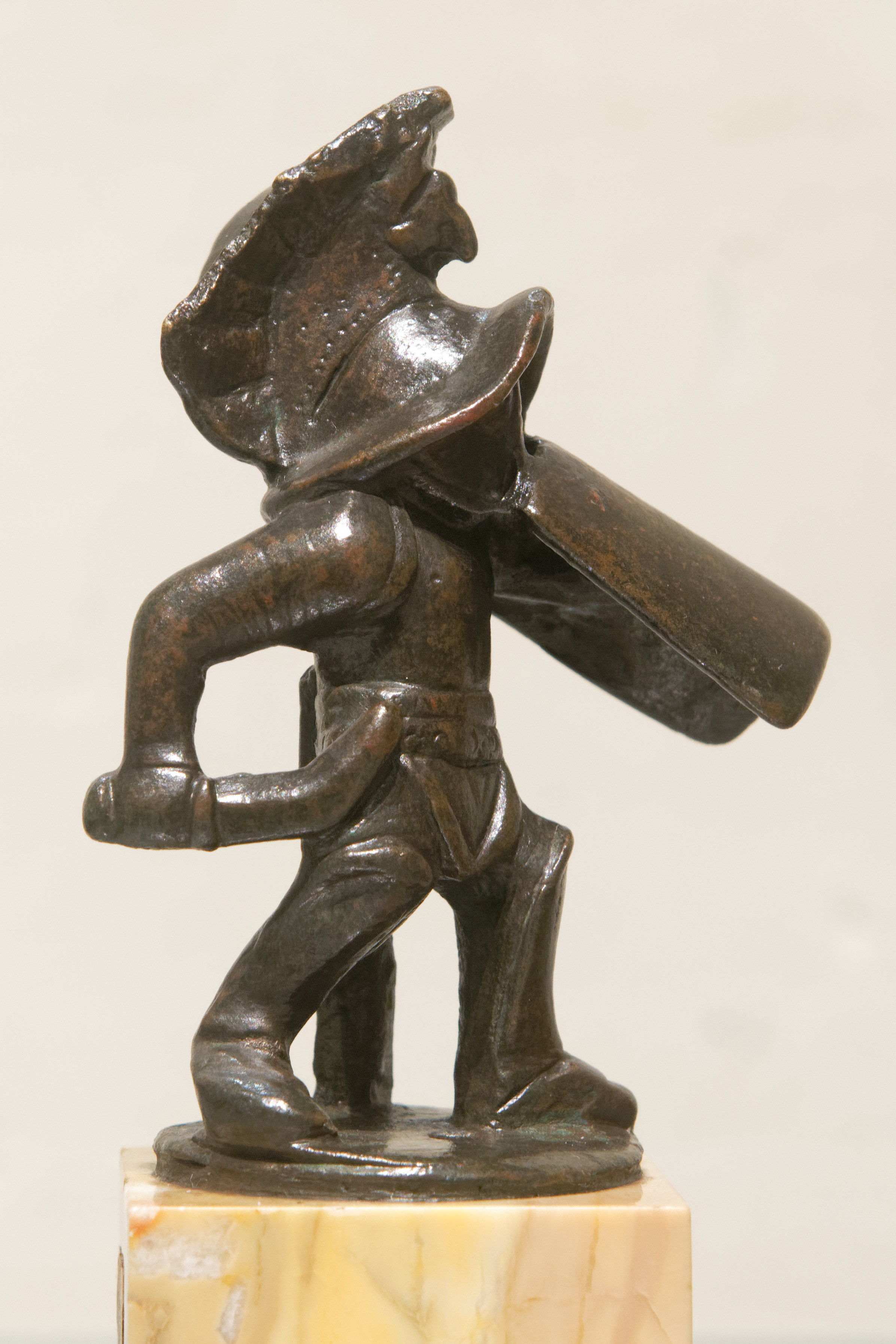
Statuette en bronze d'un gladiateur thrace, Gaule romaine,, Musée de la BnF.

Au fil de l'usage, le terme tend à s'appliquer plus généralement à toute arme à lame incurvée et peut désigner le kopis également en usage chez les Thraces, certaines armes incurvées celtes et illyriennes, mais surtout l'épée caractéristique des gladiateurs appelés « thraces ».      
Le terme évolue également pour désigner plus généralement un (court) poignard dont, ainsi qu'en atteste Cicéron, s'arment les comploteurs politiques, donnant notamment son nom au sicarius, archétype du tueur à gages ainsi qu'à un courant d'activistes juifs opposés aux Romains, les Sicaires; la loi qui, en 82 av. J.-C., définit à l'instigation de Sylla l'homicide comme un crime en droit romain, destinée à l'origine à poursuivre les meurtres politiques puis également le meurtre domestique, s'intitule d'ailleurs Lex Cornelia de sicariis.